# Raad van Tien (Venetië)
De Raad van Tien was van 1310 tot 1797 een belangrijk bestuursorgaan van de republiek Venetië  dat - samen met het volledig College de binnenste cirkel uitmaakte van de oligarchie van de pratriciërs die de Serenissima bestuurden.
De Serenissima werd in naam door de gekozen doge of hertog geregeerd maar de macht was over een groot aantal bestuursorganen en bestuurders verdeeld. Daarvoor waren zeer ingewikkelde verkiezingen en lotingen voorgeschreven.
De raad van Tien had de macht om straffen uit te delen aan edelen. Tevens hadden ze een belangrijk juridisch mandaat inzake staatsveiligheid.
In 1537 richtte de Raad van Tien het ambt van magistraten in die de zedelijke orde moesten garanderen: de Esecutori contro la Bestemmia. Wanneer edelen werden vervolgd, behield de raad van Tien evenwel haar bevoegdheid om deze zelf te oordelen.